# Berglach
Berglach (früher auch Bergla) ist eine Ortschaft und eine Katastralgemeinde der Marktgemeinde Gloggnitz im Bezirk Neunkirchen in Niederösterreich. Die Ortschaft hat 22 Einwohner (Stand 1. Jänner 2024).

## Geografie
Der nordöstlich von Gloggnitz liegende Weiler ist von Stuppach über die Saloderstraße erreichbar. Diese Straße endet nach Berglach in der Rotte Saloder. Berglach befindet sich auf dem nach Südosten exponierten Hang des Weißjackls.

## Geschichte
Im Jahr 1822 wurde der Ort als Ortslage mit drei zerstreuten Häusern genannt, die nach Gloggnitz eingepfarrt waren, wohin auch die Kinder eingeschult wurden. Die Herrschaft Stuppach besaß die Ortsobrigkeit und besorgte die Konskription. Die Landgerichtsbarkeit wurde vom Magistrat Wr. Neustadt ausgeübt. Die Untertanen und Grundholde des Ortes gehörten der Herrschaft Stixenstein.
Laut Adressbuch von Österreich waren im Jahr 1938 in Berglach drei Landwirte mit Ab-Hof-Verkauf ansässig.